# Juan Charleth Tafur Tafur
Juan Charleth Tafur Tafur es un contador público, abogado y político peruano. Fue alcalde de la provincia de Bagua en dos periodos entre 1996 y 1998 y entre 2003 y 2006.
Nació en el distrito de Mariscal Benavides, provincia de Rodríguez de Mendoza, departamento de Amazonas, Perú, el 1 de julio de 1956. Cursó sus estudios primarios y secundarios en la ciudad de Mendoza, capital de la provincia de Rodríguez de Mendoza. Entre 1974 y 1979 siguió estudios superiores de contabilidad en la Universidad Inca Garcilaso de la Vega en Lima obteniendo el título de contador público. Entre el 2005 y el 2007 obtuvo la maestría en gerencia social por la Pontificia Universidad Católica del Perú y entre el 2008 y el 2012 estudió derecho en la Universidad Particular de Chiclayo.
Fue elegido alcalde provincial de Bagua en las elecciones municipales de los años 1995 y 2003 ocupando por dos periodos dicho cargo sumando un total de 7 años. Asimismo, en las elecciones de 1993, 1998, 2010 buscó su elección a dicho cargo sin éxito. Siempre postuló por el partido Acción Popular del que formó parte hasta el año 2012 en que renunció al mismo. Tras afiliarse al partido Alianza para el Progreso, postuló en las elecciones regionales del 2014 como candidato a Gobernador Regional de Amazonas sin éxito. En el año 2012, Tafur Tafur fue absuelto por la Sala Penal Liquidadora de Bagua de los supuestos delitos de colusión y peculado.